# Conflict-groep
De Conflict-groep is een atol in Papoea-Nieuw-Guinea. Er komen drie zoogdieren voor: de Pacifische rat (Rattus exulans) (geïntroduceerd), Melomys leucogaster en Pteropus hypomelanus. 